# Gundulf van Rochester
Gundulf van Rochester (Vexin 1024 - Rochester, 7 maart 1108) was een monnik uit Bec van 1057 tot 1063 prior van de abdij van St. Etienne in Caen van 1063 tot 1070 en bisschop van Rochester van 1077 tot zijn dood in 1108. Als bisschop van Rochester was hij de enige bisschop in Engeland die rechtstreeks onder de aartsbisschop van Canterbury viel en was dan ook een van diens belangrijkste steunpilaren in Engeland. Naast zijn functie als bisschop was hij ook een verwoed bouwheer en bouwde een nieuwe kathedraal en de instelling van een abdij in Rochester, de White Tower in de Tower van Londen en de bouw van kerken en kastelen in het bisdom. Zijn leven werd beschreven in een vita, de Vita Gundulfi, waarschijnlijk geschreven door een figuur uit de entourage van Gundulf.

## Monnik

### Bec

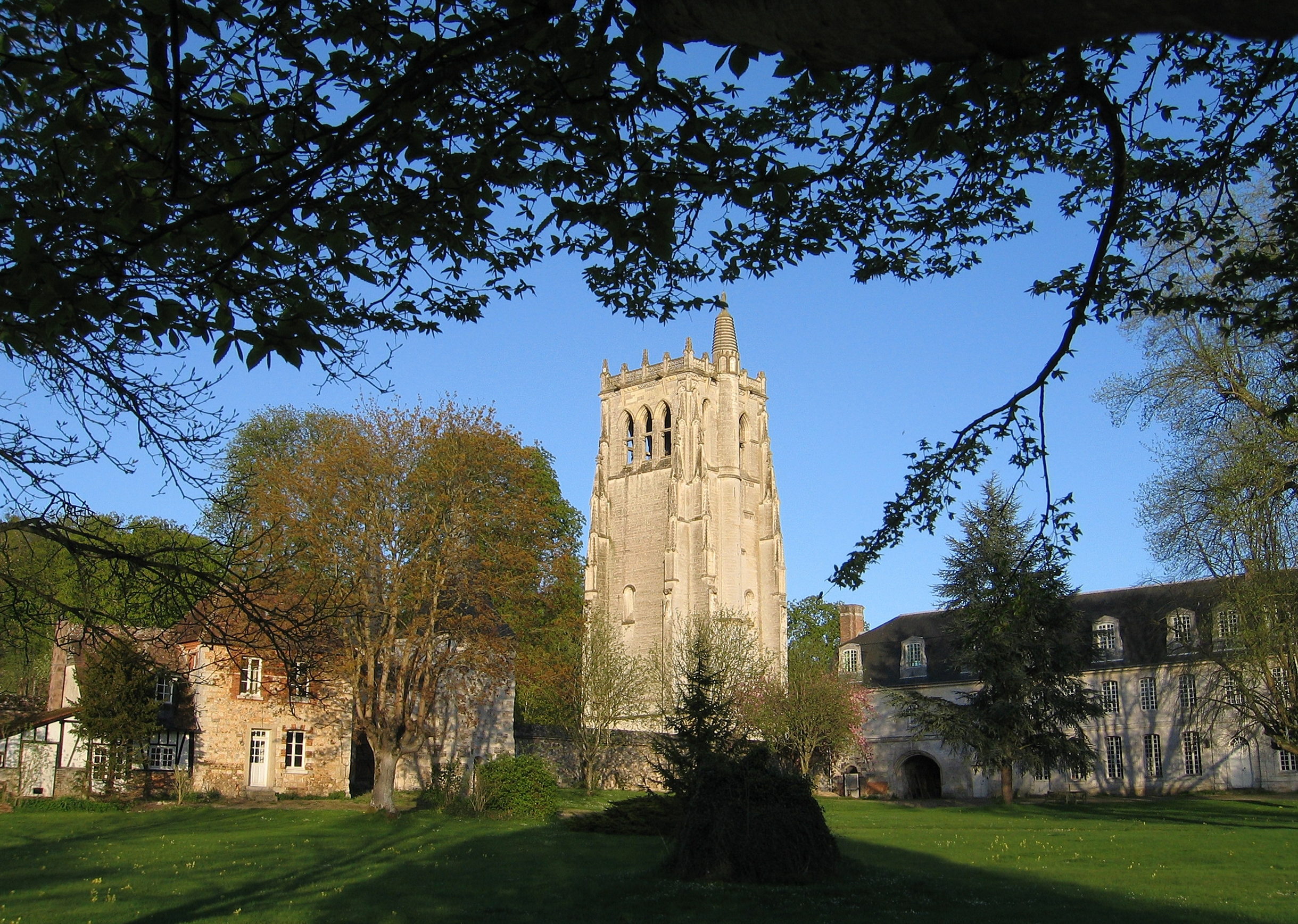
De Tour St. Nicolas van de Abdij van Bec, waar Gundulf zijn kloostergeloften aflegde en Lanfranc en Anselmus ontmoette.

Gundulf werd waarschijnlijk geboren in 1024 in de streek van Vexin in Normandië. Tussen 1024 en 1057 werd hij klerk in de kathedraal van Rouen waar hij onder meer kennis maakte met de aartsdiaken William van Bonne-Ame die in 1070 abt van de abdij van St. Etienne in Caen en in 1079 aartsbisschop van Rouen zou worden. In 1057 besloot hij om naar de abdij van Bec te trekken, die in de tweede helft van de 12e eeuw zeer beroemd was omwille van de aanwezigheid van een aantal belangrijke theologen zoals Lanfranc en Anselmus, waar hij zijn geloften als monnik aflegde. Er is weinig gekend over de periode die Gundulf in Bec verbleef, al lijkt het er op dat hij de functie van koster bekleedde. Gundulf zou er evenwel slechts zeer kort (6 jaar) verblijven want al in 1063 werd hij meegenomen door zijn mentor Lanfranc naar Caen. Lanfranc was door Willem, hertog van Normandië immers benoemd tot abt van de abdij van St. Etienne in Caen, opgericht met als doel een dispensatie te bekomen voor zijn huwelijk met Mathilde van Vlaanderen, dat door de Kerk eerst was verboden omdat ze verwanten waren.

### Caen
Ook in Caen zou Gundulf niet lang blijven, maar zijn carrière maakte er wel grote sprongen. Al vanaf zijn aankomst in 1063 werd hij door Lanfranc benoemd tot prior en was daarbij een van de voornaamste assistenten van Lanfranc, een rol die in Bec tussen 1060 en 1063 vooral vervuld werd door Anselmus. Ook nu bepaalde de internationale politiek het lot van Gundulf, want in 1070 werd Lanfranc benoemd door aartsbisschop van Canterbury door Willem, die in 1066 koning van Engeland was geworden en in 1070 de toenmalige aartsbisschop Stigand had laten afzetten. Net als in 1063 nam Lanfranc hem ook deze keer mee, volgens de Vita Gundulfi omwille van zijn administratieve vaardigheden. Voor de volgende zeven jaar (1070–1077) was Gundulf verantwoordelijk voor het beheer van het aartsbisdom. Opnieuw is er weinig informatie over zijn activiteiten gedurende deze periode, maar hij communiceerde wel intensief met zijn voormalig collega-monnik Anselmus, in die periode prior van Bec en later opvolger van Lanfranc in Canterbury.

## Bisschop van Rochester
Op 19 maart 1077 benoemde Lanfranc zijn vertrouweling Gundulf tot bisschop van Rochester nadat de vorige bisschop, Arnost, een voormalig monnik van Bec, door Lanfranc benoemd in 1075, overleden was. Dat hij Gundulf, die al bijna 14 jaar een van zijn belangrijkste medewerkers was, in die rol benoemde is niet bijzonder vreemd gezien de speciale rol die Rochester vervulde tegenover Canterbury. Hoewel de evolutie pas begon bij de benoeming van Arnost bleek vooral tijdens het episcopaat van Gundulf dat het de bedoeling van Lanfranc was dat de bisschop van Rochester zowel de rol van vicarius wanneer de aartsbisschop aanwezig was in Canterbury, als de rol van plaatsvervanger van de aartsbisschop wanneer die afwezig was op zich nam. Deze rol als plaatsvervanger uitte zich zowel op religieus vlak, door het uitvoeren van de religieuze taken van de aartsbisschop, als op wereldlijk vlak, door het beheer van het bisdom en de diverse bezittingen van de aartsbisschop. Deze relatie, waarbij de bisschop van Rochester deze functies uitvoerde en als enige bisschop in Engeland de investituur verkreeg van de aartsbisschop en dus aan hem verantwoording verschuldigd was, zou blijven bestaan tot in 1238. Dat Lanfranc in deze positie iemand benoemde die niet alleen al jarenlang een vertrouweling van hem was, maar ook zijn sporen al had verdiend in het wereldlijk beheer van onder meer de abdij van St. Etienne en al zeven jaar (1070–1077) de facto deze rol vervulde, is dan ook niet verbazingwekkend.

### Hervormingen
Al snel na zijn aantreden voerde Gundulf enkele belangrijke veranderingen door in de organisatie van het bisdom. Al in hetzelfde jaar (1077) werden het kapittel bestaande uit kanunniken van de kathedraal van Rochester vervangen door een kapittel van benedictijnermonniken waarbij de bisschop de functie van abt bekleedde. Dit systeem volgde het model dat bestond in de abdij van Christ Church in Canterbury, waarbij de aartsbisschop van Canterbury de rol van abt vervulde. Hij herverdeelde ook de bezittingen van het bisdom, waarvan een groot deel vervreemd was maar door Gundulf terug bij het bisdom werd gevoegd, waarbij een groot deel toekwam aan het monnikenkapittel.

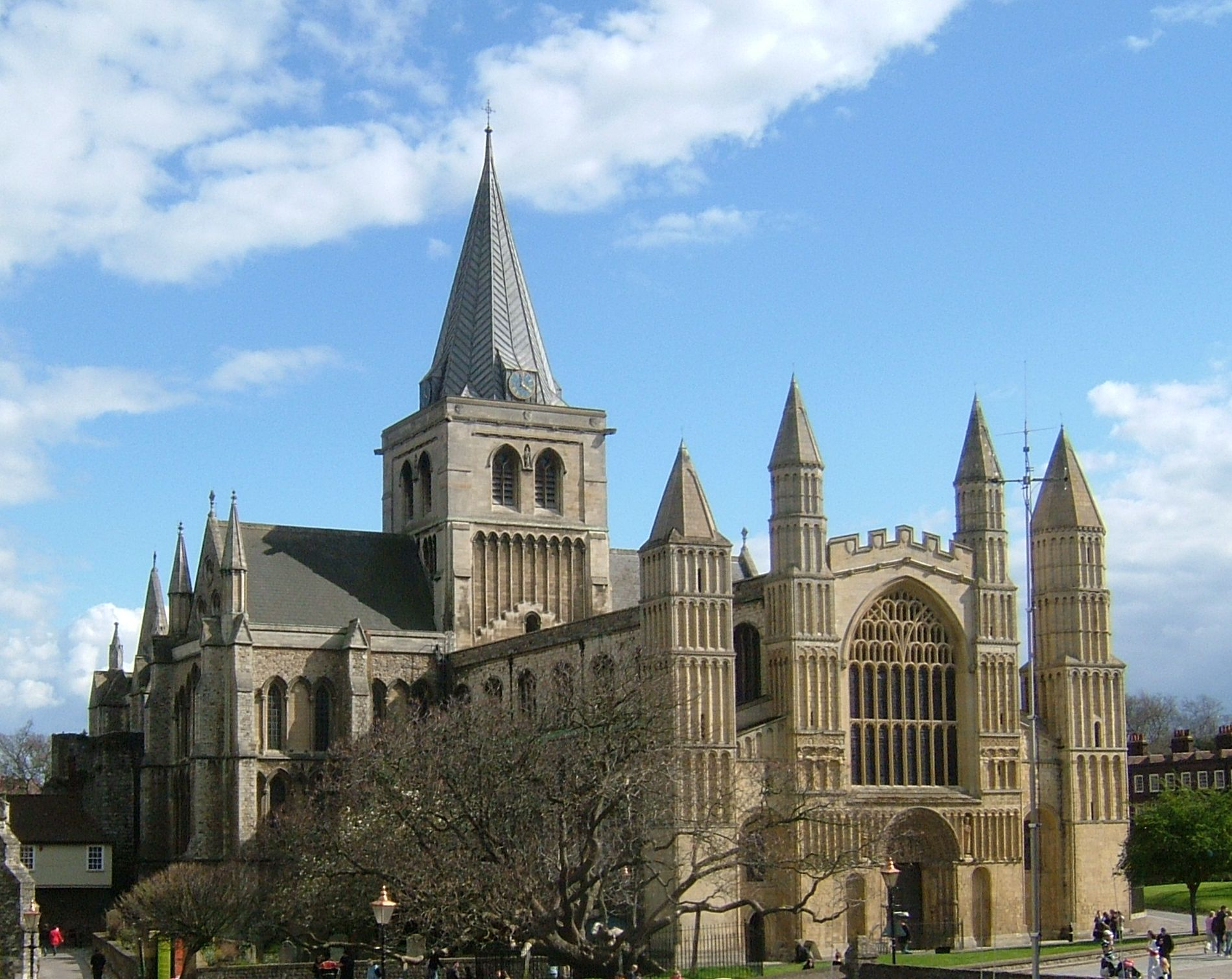
Gundulf verbouwde de kathedraal van Rochester ingrijpend.

Niet alleen de organisatie van kapittel en bisdom werden hervormd, maar ook het uitzicht van het bisdom, en dan vooral de stad Rochester veranderde. Hij verbouwde een deel van de kathedraal (samen met Lanfranc) (afwerking ca. 1087) en begon aan de oprichting van een reeks kloostergebouwen voor het nieuw gevormde kapittel. Ook in andere plaatsen werd er onder Gundulf gebouwd, zo richtte hij een nonnenklooster op in Malling rond het jaar 1100, met steun van aartsbisschop Anselmus, liet kerken bouwen in de vallei van de Medway en was hij betrokken in de bouw van het kasteel van Rochester en de White Tower in de Tower in Londen.

### Politieke rol
Op politiek vlak speelde Gundulf een niet onbelangrijke rol in de Engelse Investituurstrijd die vooral ging tussen zijn vriend Anselmus, aartsbisschop van Canterbury, en de Engelse koningen William Rufus en Henry I. In 1093 was hij al een van de prelaten in Engeland die de benoeming van Anselmus tot aartsbisschop steunden en deze steun en vriendschap bleef gedurende het volledige episcopaat van Anselmus bestaan. Tijdens de ballingschappen van Anselmus vervulde Gundulf niet alleen de rol die hij als bisschop van Rochester moest vervullen, maar ook de rol van mediator tussen de koning enerzijds en de aartsbisschop anderzijds. Hij kon die rol vervullen omdat hij er door goede diplomatie in slaagde zich te presenteren als een neutraal baken van stabiliteit, iets wat het bisdom Rochester en de kathedraal zeer veel rijke giften opleverde. Ondanks zijn vriendschap met Anselmus was hij er dus in geslaagd zich te presenteren als een neutrale mediator, wat enkel maar zijn bisdom ten goede kwam.
Naast zijn rol in de Investituurstrijd was Gundulf ook betrokken in de diverse hervormingspogingen van de aartsbisschoppen van Canterbury, zowel Lanfranc als Anselmus, waaronder het concilie van Londen in 1102 waarbij pogingen gedaan werden om zowel de reguliere als seculiere clerus te hervormen naar het Gregoriaanse ideaal.

### Opvolging
Gundulf overleed in 1108 en werd begraven in de kathedraal van Rochester. Aartsbisschop Anselmus benoemde Ralph d'Escures, abt van Séez (Normandië) op 29 juni 1108 tot zijn opvolger, mogelijk op aangeven van Gundulf zelf. Deze Ralph zou later Anselmus opvolgen als aartsbisschop van Canterbury.
- Bibliothèque nationale de France: cb15123734d (data)
- Gemeinsame Normdatei: 118719513
- International Standard Name Identifier: 0000 0003 8681 9721
- Library of Congress Control Number: nb2007021074
- Nationale Bibliotheek van Tsjechië: kup19980000034383
- Nationale bibliotheek van Australië: 61542131
- Nationale Bibliotheek van Israël: 987009157174805171
- Nederlandse Thesaurus van Auteursnamen: 073631582
- Système universitaire de documentation: 082992045
- Virtual International Authority File: 265442853
- WorldCat: E39PBJjXj3xrGcMtkWcFhHF7pP